# SB-269,970
SB-269,970 je lek i istraživačka hemikalija. Ranije se smatralo da deluje kao selektivni antagonist (or inverzni agonist) 5-7 receptora, ali su naknadna istraživanja pokazala da on takođe potencijalno blokira α2-adrenergički receptor.